# SLPX 17400
Az alábbi lista tartalmazza az LPX-SLPX-SLPXL 17400-as katalógusszám szerinti magyarországi hanglemez megjelenéseket. Ez a lista az 1969 és 1985 között megjelent hanglemezeket tartalmazza.
| Katalógusszám    | Év   | Formátum | Label      | Előadó                           | Cím                          |
| ---------------- | ---- | -------- | ---------- | -------------------------------- | ---------------------------- |
| LPX 17400        | 1969 | LP       | Qualiton   | Omega                            | Tízezer Lépés                |
| LPX 17401        | 1969 | LP       | Qualiton   | Harangozó Teréz                  | Bim Bam                      |
| LPX 17402        | 1969 | LP       | Qualiton   | Turán László együttese           | Tánctanfolyam kezdőknek      |
| LPX 17403        | 1969 | LP       | Qualiton   | Stúdió 11 és Astoria együttes    | Táncoljon velünk             |
| LPX 17404        | 1970 | LP       | Qualiton   | Zalatnay Sarolta                 | Ha fiú lehetnék              |
| LPX 17405        | 1970 | LP       | Qualiton   | Táncdalfesztivál'69              | Various                      |
| LPX 17406        | 1970 | LP       | Qualiton   | Modern Jazz Anthology VIII       | Various                      |
| LPX 17407        | 1970 | LP       | Qualiton   | Koncz Zsuzsa és az Illés zenekar | Szerelem                     |
| LPX 17408        | 1970 | LP       | Qualiton   | Hungária                         | Koncert a marson             |
| LPX 17409        | 1970 | LP       | Qualiton   | Lovas Róbert                     | A tettes én vagyok           |
| LPX 17410        | 1971 | LP       | Pepita     | Illés                            | Illés                        |
| LPX 17411        | 1970 | LP       | Qualiton   | Kovács Kati                      | Suttogva és Kiabálva         |
| LPX 17413        | 1970 | LP       | Qualiton   | Korda György                     | Korda György                 |
| LPX 17414        | 1970 | LP       | Qualiton   | Omega                            | Éjszaka Országút             |
| SLPX 17415       | 1971 | LP       | Qualiton   | Koós János és az Express         | Gulliver és hat törpe        |
| LPX 17416        | 1968 | LP       | Qualiton   | Táncdal, Táncdal, Táncdal        | Various                      |
| SLPX 17417       | 1970 | LP       | Qualiton   | Metró együttes                   | Egy este a Metró Klubban     |
| SLPX 17418       | 1970 | LP       | Hungaroton | Pege Trió                        | Montreux Inventions          |
| SLPX 17419       | 1970 | LP       | Qualiton   | Omega                            | Omega Ensemble Budapest      |
| LPX 17420        | 1970 | LP       | Pepita     | Hofi                             | Első menet                   |
| SLPX 17421       | 1970 | LP       | Hungaroton | Modern Jazz Anthology IX         | Various                      |
| LPX 17422        | 1970 | LP       | Pepita     | Neoton                           | Bolond város                 |
| LPX 17424        | 1971 | LP       | Pepita     | Hungária                         | Hungária                     |
| SLPX 17425       | 1971 | LP       | Pepita     | Gyere ülj kedves mellém          | Various                      |
| SLPX 17426       | 1971 | LP       | Pepita     | Zalatnay Sarolta                 | Zalatnay                     |
| SLPX 17427       | 1971 | LP       | Pepita     | 20 éves az MHV                   | Various                      |
| LPX 17428        | 1971 | LP       | Pepita     | Szécsi Pál                       | Hagyjuk, szívem              |
| SLPX 17429       | 1971 | LP       | Pepita     | Koncz Zsuzsa                     | Kis virág                    |
| SLPX 17430       | 1973 | LP       | Pepita     | A Magyar Jazz története I.       | Various                      |
| SLPX 17431       | 1973 | LP       | Pepita     | A Magyar Jazz története II.      | Various                      |
| SLPX 17432       | 1971 | LP       | Pepita     | Bergendy                         | Beat ablak                   |
| SLPX 17433       | 1973 | LP       | Pepita     | Charlie nénje                    | Various                      |
| SLPX 17434       | 1972 | LP       | Pepita     | Bergendy                         | Bergendy                     |
| SLPX 17435       | 1971 | LP       | Pepita     | Locomotiv GT                     | Locomotiv GT                 |
| LPX 17436        | 1972 | LP       | Pepita     | Korda György                     | Napfény kell a virágnak      |
| SLPX 17437       | 1971 | LP       | Pepita     | Illés                            | Add a kezed                  |
| SLPX 17438       | 1970 | LP       | Pepita     | Hofi                             | Második menet                |
| SLPX 17439       | 1972 | LP       | Pepita     | Syrius                           | Az ördög álarcosbálja        |
| LPX 17440        | 1972 | LP       | Pepita     | Benkó Dixieland Band             | Benkó Dixieland Band         |
| SLPX 17441       | 1971 | LP       | Hungaroton | Modern Jazz Anthology X          | Various                      |
| SLPX 17442       | 1972 | LP       | Pepita     | Tolcsvayék és a Trió             | Ez mind eladó                |
| SLPX 17443       | 1973 | LP       | Pepita     | Koós                             | 2 Az én utam                 |
| SLPX 17444       | 1973 | LP       | Pepita     | Szécsi Pál                       | Egy szál harangvirág         |
| LPX 17445        | 1972 | LP       | Pepita     | Kovács Kati                      | Autogram helyett             |
| SLPX 17447       | 1972 | LP       | Pepita     | Omega                            | Élő Omega                    |
| LPX 17449        | 1972 | LP       | Pepita     | Locomotiv GT                     | Ringasd el magad             |
| SLPX 17450       | 1972 | LP       | Pepita     | Zalatnay Sarolta                 | Álmodj velem                 |
| LPX 17452        | 1972 | LP       | Pepita     | Koncz Zsuzsa                     | Élünk és meghalunk           |
| SLPX 17453-17454 | 1973 | 2LP      | Pepita     | Bergendy együttes                | Hétfő                        |
| SLPX 17455       | 1973 | LP       | Pepita     | Illés                            | Ne sírjatok lányok           |
| SLPX 17456       | 1973 | LP       | Pepita     | Generál                          | Staféta                      |
| SLPX 17457       | 1973 | LP       | Pepita     | Omega                            | Omega 5                      |
| SLPX 17458       | 1974 | LP       | Pepita     | Corvina                          | Corvina                      |
| SLPX 17459       | 1973 | LP       | Pepita     | Szörényi Levente                 | Trip                         |
| SLPX 17460       | 1976 | LP       | Pepita     | A kenguru zenéje                 | Various                      |
| SLPX 17462       | 1973 | LP       | Pepita     | Koncz Zsuzsa                     | Jelbeszéd                    |
| SLPX 17463       | 1985 | LP       | Pepita     | Rhoda Scott                      | Rhoda Scott 1                |
| SLPX 17464       | 1985 | LP       | Pepita     | Rhoda Scott                      | Rhoda Scott 2                |
| SLPX 17465       | 1974 | LP       | Pepita     | Korda György                     | Mondd hogy szép volt az este |
| SLPX 17466       | 1973 | LP       | Pepita     | Zalatnay Sarolta                 | Hadd mondjam el              |
| SLPX 17467       | 1973 | LP       | Pepita     | Locomotiv GT                     | Bummm!                       |
| SLPX 17468       | 1973 | LP       | Pepita     | Hofi Géza                        | Hofisszeusz                  |
| SLPX 17469       | 1974 | LP       | Pepita     | Szikrázó Lányok                  | Various                      |
| SLPX 17470       | 1974 | LP       | Pepita     | Skorpió                          | A rohanás                    |
| SLPX 17471       | 1974 | LP       | Pepita     | Fonográf                         | Fonográf 1                   |
| SLPX 17472       | 1974 | LP       | Pepita     | Kovács Kati                      | Kovács Kati                  |
| SLPX 17473       | 1974 | LP       | Pepita     | Koncz Zsuzsa                     | Gyerekjátékok                |
| SLPX 17474       | 1974 | LP       | Pepita     | Szécsi Pál                       | Violák                       |
| SLPX 17475       | 1974 | LP       | Pepita     | Szabados Quartet                 | Az esküvő                    |
| SLPX 17476       | 1974 | LP       | Pepita     | Szalmaláng                       | Various                      |
| SLPX 17477       | 1975 | LP       | Pepita     | Bergendy                         | Ötödik sebesség              |
| SLPX 17478       | 1975 | LP       | Pepita     | Zalatnay Sarolta                 | Szeretettel                  |
| SLPX 17479       | 1975 | LP       | Pepita     | Benkó Dixieland Band             | Benkó Dixieland Band         |
| SLPX 17480       | 1975 | LP       | Pepita     | Generál                          | Generál II                   |
| SLPX 17482       | 1975 | LP       | Pepita     | Sebő együttes                    | Sebő együttes                |
| SLPX 17483       | 1975 | LP       | Pepita     | Omega                            | 6 Nem tudom a neved          |
| SLPX 17484       | 1976 | LP       | Pepita     | Gonda Sextet                     | Sámánének                    |
| SLPX 17485       | 1975 | LP       | Pepita     | Corvina                          | Utak előtt, utak után        |
| SLPX 17486       | 1975 | LP       | Pepita     | Koncz Zsuzsa                     | Kertész leszek               |
| SLPX 17487       | 1975 | LP       | Pepita     | Rhoda Scott                      | Rhoda Scott Budapesten       |
| SLPX 17488       | 1976 | LP       | Pepita     | Körmendy együttes & Zsoldos Imre | Van-e szerelmesebb vallomás  |
| SLPX 17489       | 1975 | LP       | Pepita     | Fonográf                         | Na mi újság, Wágner úr?      |
| SLPX 17490       | 1976 | LP       | Pepita     | Locomotiv GT                     | Mindig magasabbra            |
| SLPX 17491       | 1976 | LP       | Pepita     | Syrius                           | Széttört álmok               |
| SLPX 17492       | 1975 | LP       | Pepita     | Koncz Zsuzsa                     | Ne vágj ki minden fát        |
| SLPX 17494       | 1975 | LP       | Pepita     | Presser Gábor                    | Harmincéves vagyok           |
| SLPX 17495       | 1975 | LP       | Pepita     | Kovács Kati                      | Intarzia                     |
| SLPX 17496       | 1976 | LP       | Pepita     | Kovács Kati                      | Közel a naphoz               |
| SLPX 17497       | 1976 | LP       | Pepita     | Máté Péter                       | Éjszakák és nappalok         |
| SLPX 17498       | 1976 | LP       | Pepita     | Skorpió                          | Ünnepnap                     |
| SLPX 17499       | 1976 | LP       | Pepita     | Korda György                     | Boldog Idők                  |

## Lásd még
- Hungaroton
- Hanglemez
- Dorogi hanglemezgyár
- SLPX 17500
- SLPX 17900
- SLPM 17900
- SLPM 17800